# Liste der Bodendenkmale in Dabergotz
Die Liste der Bodendenkmale in Dabergotz enthält alle Bodendenkmale der brandenburgischen Gemeinde Dabergotz und ihrer Ortsteile auf der Grundlage der Landesdenkmalliste vom 31. Dezember 2020.
Die Baudenkmale sind in der Liste der Baudenkmale in Dabergotz aufgeführt.
| Gemarkung                                              | Flur                      | Kurzansprache | Bodendenkmalnummer | Bemerkung | Bild |
| ------------------------------------------------------ | ------------------------- | --- | ------------------ | --------- | ---- |
| Dabergotz (Lage)                                       | 1, 3, 5, 8                | Dorfkern Neuzeit, Siedlung Bronzezeit, Burgwall slawisches Mittelalter, Dorfkern Mittelalter                                           | 100097             |           |      |
| Dabergotz (Lage)                                       | 6                         | Wüstung deutsches Mittelalter, Siedlung slawisches Mittelalter                                                                         | 100099             |           |      |
| Dabergotz, Gottberg (Lage)                             | 1, 1                      | Siedlung slawisches Mittelalter, Siedlung deutsches Mittelalter, Gräberfeld Bronzezeit                                                 | 100080             |           |      |
| Dabergotz, Gottberg (Lage)                             | 1, 1                      | Siedlung slawisches Mittelalter | 100098             |           |      |
| Bechlin, Dabergotz, Gottberg, Walsleben, Werder (Lage) | 1, 1, 2, 3, 1, 2, 3, 1, 4 | Siedlung Eisenzeit, Siedlung römische Kaiserzeit, Siedlung slawisches Mittelalter, Siedlung Bronzezeit, Landwehr deutsches Mittelalter | 100101             |           |      |
| Bechlin, Dabergotz, Kränzlin (Lage)                    | 1, 3, 1, 5                | Dorfkern Neuzeit, Siedlung slawisches Mittelalter, Dorfkern deutsches Mittelalter                                                      | 100110             |           |      |